# Jace Richdale
Jace Richdale est un producteur et scénariste américain.

## Biographie
Jace Richdale est un producteur et scénariste américain. Il a été coproducteur exécutif pour les saisons 5 et 6 de Les Simpson et a écrit l'épisode de la saison 5 Burns' Heir. Il a fait partie de l'équipe de scénaristes des Simpsons pendant les saisons 5, 6, 9 et 10. Parmi ses autres scénarios figurent Dexter, Family Ties, Get a Life et The Oblongs. Il a également produit des épisodes de The Oblongs, Oliver Been, et le film Wiener Park.
Il a été marié pendant trois ans à sa collègue scénariste Jennifer Crittenden ; ils se sont séparés en 1998,  puis s'est marié à Allegra Growdon.
En 2012, Richdale a été nommé pour le Writers Guild of America Award du meilleur scénario pour son écriture de l'épisode  Just Let Go de la sixième saison de Dexter.

## Filmographie
- 1989 : Les Simpson
- 1995 : The Preston Episodes (série télévisée)
- 2001 : Les Oblong (The Oblongs...) (série télévisée)
- 2003 : Oliver Beene
- 2005 : Wiener Park (TV)
- 2012 : Dexter (série télévisée)